# 6 Heures de Portimão 2023
Navigation
Édition précédente
Les 6 Heures de Portimão 2023 sont la 2e édition de l'épreuve et la 2e manche du calendrier du Championnat du monde d'endurance FIA 2023.

## Engagés

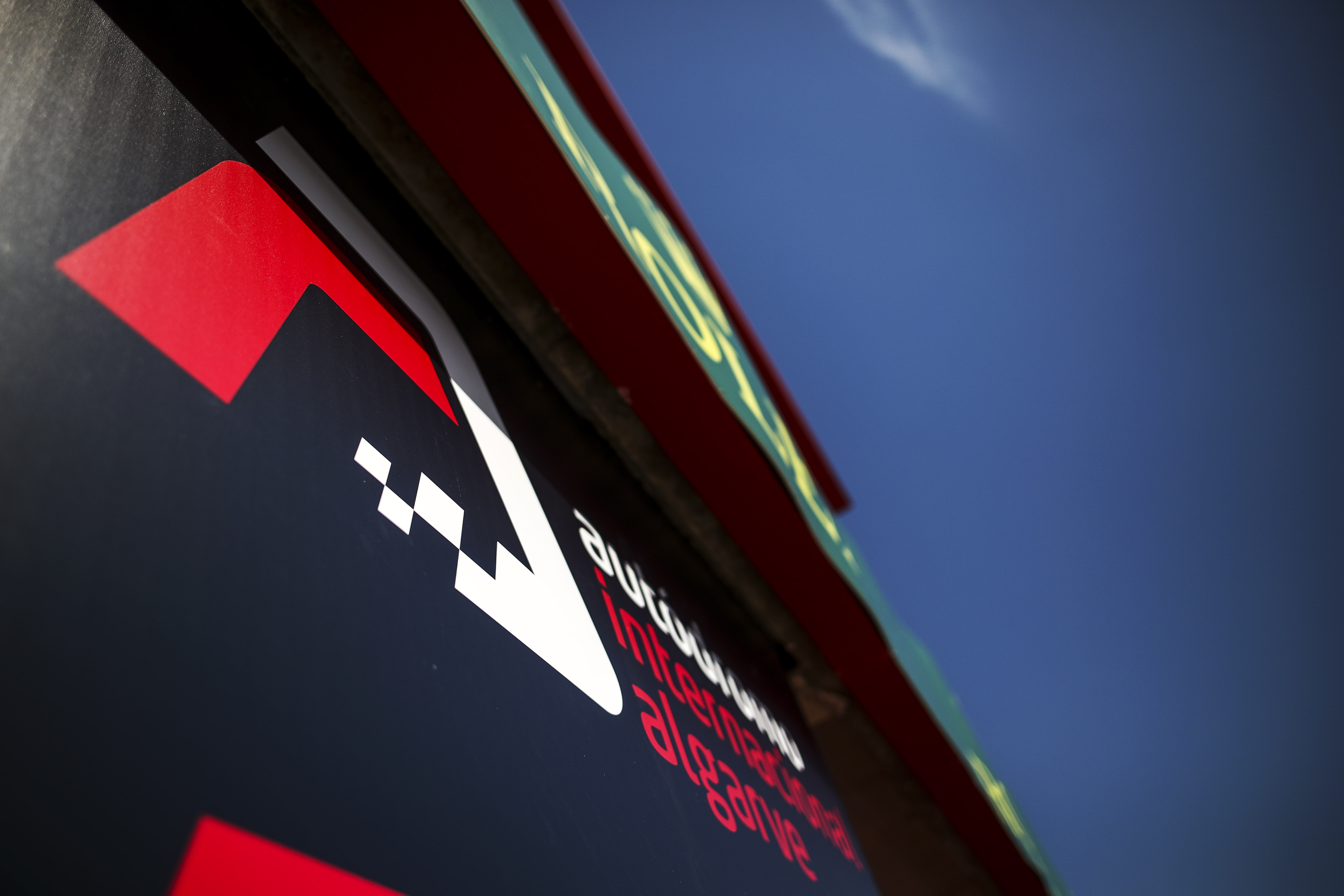
L'Autódromo Internacional do Algarve

Pour cette seconde manche du Championnat du monde d'endurance FIA 2023, la liste officielle des engagés était composée de 37 voitures, 11 en Hypercar, 12 en LMP2 et 14 en LMGTE Am.
Dans la catégorie Hypercar, il n'y a aucun changement par rapport aux 1 000 Miles de Sebring.
Dans la catégorie LMP2, pour cause de conflit de date avec le Grand Prix automobile de Long Beach, certains équipage avait été remanié. C'est ainsi que le pilote britannique Ben Hanley à remplacé le pilote portugais Filipe Albuquerque au volant de l'Oreca 07 n°22 de l'écurie américaine United Autosports. Toujours dans cette même écurie, le pilote néerlandais Giedo van der Garde à remplacé le pilote anglais Tom Blomqvist au volant de l'Oreca 07 n°23. le pilote américain Juan Manuel Correa n'étant pas retenu par une manche du Championnat de Formule 2, il avait repris sa place au sein de l'équipage de l'Oreca 07 n°9 de l'écurie italienne Prema Racing. 
Dans la catégorie LMGTE Am, pour cause de conflit de date avec le Grand Prix automobile de Long Beach, l'équipage de la Porsche 911 RSR-19 n°56 de l'écurie allemande Project 1 - AO avait été remanié. C'est ainsi que les pilotes américains P. J. Hyett (en) et Gunnar Jeannette ont été remplacé par les pilotes portugais Guilherme Oliveira (en) et Miguel Ramos. Le pilote italien Stefano Costantini (en) à remplacé le pilote italien Diego Alessi (en) au volant de l& Ferrari 488 GTE Evo n°21 de l'écurie italienne AF Corse. 
| N°       | Pays     | Écurie                       | Voiture                  | Pneu     | Pilote 1              | Pilote 2                 | Pilote 3              |
| Hypercar | Hypercar | Hypercar                     | Hypercar                 | Hypercar | Hypercar              | Hypercar                 | Hypercar              |
| -------- | -------- | ---------------------------- | ------------------------ | -------- | --------------------- | ------------------------ | --------------------- |
| 2        |          | Cadillac Racing              | Cadillac V-Series.R      | M        | Earl Bamber           | Alex Lynn                | Richard Westbrook     |
| 4        |          | Floyd Vanwall Racing Team    | Vanwall Vandervell 680   | M        | Tom Dillmann          | Esteban Guerrieri        | Jacques Villeneuve    |
| 5        |          | Porsche Team Penske          | Porsche 963              | M        | Dane Cameron          | Michael Christensen      | Frédéric Makowiecki   |
| 6        |          | Porsche Team Penske          | Porsche 963              | M        | Kévin Estre           | André Lotterer           | Laurens Vanthoor      |
| 7        |          | Toyota Gazoo Racing          | Toyota GR010 Hybrid      | M        | Mike Conway           | Kamui Kobayashi          | José María López      |
| 8        |          | Toyota Gazoo Racing          | Toyota GR010 Hybrid      | M        | Sébastien Buemi       | Brendon Hartley          | Ryō Hirakawa          |
| 50       |          | Ferrari AF Corse             | Ferrari 499P             | M        | Antonio Fuoco         | Miguel Molina            | Nicklas Nielsen       |
| 51       |          | Ferrari AF Corse             | Ferrari 499P             | M        | James Calado          | Antonio Giovinazzi       | Alessandro Pier Guidi |
| 93       |          | Peugeot TotalEnergies        | Peugeot 9X8              | M        | Paul di Resta         | Mikkel Jensen            | Jean-Éric Vergne      |
| 94       |          | Peugeot TotalEnergies        | Peugeot 9X8              | M        | Loïc Duval            | Gustavo Menezes          | Nico Müller           |
| 708      |          | Glickenhaus Racing           | Glickenhaus 007          | M        | Ryan Briscoe          | Romain Dumas             | Olivier Pla           |
| LMP2     |          |                              |                          |          |                       |                          |                       |
| 9        |          | Prema Racing                 | Oreca 07 - Gibson        | G        | Juan Manuel Correa    | Filip Ugran              | Bent Viscaal          |
| 10       |          | Vector Sport                 | Oreca 07 - Gibson        | G        | Gabriel Aubry         | Ryan Cullen              | Matthias Kaiser       |
| 22       |          | United Autosports            | Oreca 07 - Gibson        | G        | Ben Hanley            | Phil Hanson              | Frederick Lubin       |
| 23       |          | United Autosports            | Oreca 07 - Gibson        | G        | Oliver Jarvis         | Josh Pierson             | Giedo van der Garde   |
| 28       |          | Jota                         | Oreca 07 - Gibson        | G        | Pietro Fittipaldi     | David Heinemeier Hansson | Oliver Rasmussen      |
| 31       |          | Team WRT                     | Oreca 07 - Gibson        | G        | Robin Frijns          | Sean Gelael              | Ferdinand Habsburg    |
| 34       |          | Inter Europol Competition    | Oreca 07 - Gibson        | G        | Albert Costa          | Fabio Scherer            | Jakub Śmiechowski     |
| 35       |          | Alpine Elf Team              | Oreca 07 - Gibson        | G        | Olli Caldwell         | André Negrão             | Memo Rojas            |
| 36       |          | Alpine Elf Team              | Oreca 07 - Gibson        | G        | Julien Canal          | Charles Milesi           | Matthieu Vaxiviere    |
| 41       |          | Team WRT                     | Oreca 07 - Gibson        | G        | Rui Andrade           | Louis Delétraz           | Robert Kubica         |
| 48       |          | Hertz Team Jota              | Oreca 07 - Gibson        | G        | David Beckmann        | António Félix da Costa   | Ye Yifei              |
| 63       |          | Prema Racing                 | Oreca 07 - Gibson        | G        | Mirko Bortolotti      | Daniil Kvyat             | Doriane Pin           |
| LMGTE Am |          |                              |                          |          |                       |                          |                       |
| 21       |          | AF Corse                     | Ferrari 488 GTE Evo      | M        | Stefano Constantini   | Ulysse de Pauw           | Simon Mann            |
| 25       |          | Oman Racing Team by TF Sport | Aston Martin Vantage AMR | M        | Ahmad Al Harthy       | Michael Dinan            | Charlie Eastwood      |
| 33       |          | Corvette Racing              | Chevrolet Corvette C8.R  | M        | Nicky Catsburg        | Ben Keating              | Nicolás Varrone       |
| 54       |          | AF Corse                     | Ferrari 488 GTE Evo      | M        | Francesco Castellacci | Thomas Flohr             | Davide Rigon          |
| 56       |          | Project 1 - AO               | Porsche 911 RSR-19       | M        | Matteo Cairoli        | PJ Hyett                 | Gunnar Jeannette      |
| 57       |          | Kessel Racing                | Ferrari 488 GTE Evo      | M        | Scott Huffaker        | Takeshi Kimura           | Daniel Serra          |
| 60       |          | Iron Lynx                    | Porsche 911 RSR-19       | M        | Claudio Schiavoni     | Matteo Cressoni          | Alessio Picariello    |
| 77       |          | Dempsey - Proton Racing      | Porsche 911 RSR-19       | M        | Julien Andlauer       | Mikkel Pedersen          | Christian Ried        |
| 83       |          | Richard Mille AF Corse       | Ferrari 488 GTE Evo      | M        | Luís Pérez Companc    | Alessio Rovera           | Lilou Wadoux          |
| 85       |          | Iron Dames                   | Porsche 911 RSR-19       | M        | Sarah Bovy            | Rahel Frey               | Michelle Gatting      |
| 86       |          | GR Racing                    | Porsche 911 RSR-19       | M        | Benjamin Barker       | Riccardo Pera            | Michael Wainwright    |
| 88       |          | Proton Competition           | Porsche 911 RSR-19       | M        | Ryan Hardwick         | Zacharie Robichon        | Harry Tincknell       |
| 98       |          | Northwest AMR                | Aston Martin Vantage AMR | M        | Paul Dalla Lana       | Axcil Jefferies          | Nicki Thiim           |
| 777      |          | D'Station Racing             | Aston Martin Vantage AMR | M        | Tomonobu Fujii        | Satoshi Hoshino          | Casper Stevenson      |

## Course

### Classement de la course
Voici le classement officiel au terme de la course.
- Les premiers de chaque catégorie du championnat du monde sont signalés par un fond jaune.
- Pour la colonne Pneus, il faut passer le curseur au-dessus du modèle pour connaître le manufacturier de pneumatiques.

| Pos | Classe   | no  | Écurie                       | Pilotes                                                     | Châssis                        | Pneus | Tours | Temps               |
| Pos | Classe   | no  | Écurie                       | Pilotes                                                     | Moteur                         | Pneus | Tours | Temps               |
| --- | -------- | --- | ---------------------------- | ----------------------------------------------------------- | ------------------------------ | ----- | ----- | ------------------- |
| 1   | Hypercar | 8   | Toyota Gazoo Racing          | Sébastien Buemi Brendon Hartley Ryō Hirakawa                | Toyota GR010 Hybrid            | M     | 222   | 6 h 01 min 26 s 343 |
| 1   | Hypercar | 8   | Toyota Gazoo Racing          | Sébastien Buemi Brendon Hartley Ryō Hirakawa                | Toyota H8909 3,5 L V6 Bi-Turbo | M     | 222   | 6 h 01 min 26 s 343 |
| 2   | Hypercar | 50  | Ferrari - AF Corse           | Antonio Fuoco Miguel Molina Nicklas Nielsen                 | Ferrari 499P                   | M     | 221   | + 1 tour            |
| 2   | Hypercar | 50  | Ferrari - AF Corse           | Antonio Fuoco Miguel Molina Nicklas Nielsen                 | Ferrari 3,0 L V6 Bi-Turbo      | M     | 221   | + 1 tour            |
| 3   | Hypercar | 6   | Porsche Penske Motorsport    | Kévin Estre André Lotterer Laurens Vanthoor                 | Porsche 963                    | M     | 221   | + 1 tour            |
| 3   | Hypercar | 6   | Porsche Penske Motorsport    | Kévin Estre André Lotterer Laurens Vanthoor                 | Porsche 9RD 4,6 L V8 Bi-Turbo  | M     | 221   | + 1 tour            |
| 4   | Hypercar | 2   | Cadillac Racing              | Earl Bamber Alex Lynn Richard Westbrook                     | Cadillac V-Series.R            | M     | 220   | + 2 tours           |
| 4   | Hypercar | 2   | Cadillac Racing              | Earl Bamber Alex Lynn Richard Westbrook                     | Cadillac LMC55R 5,5 L V8 Atmo  | M     | 220   | + 2 tours           |
| 5   | Hypercar | 94  | Peugeot TotalEnergies        | Loïc Duval Gustavo Menezes Nico Müller                      | Peugeot 9X8                    | M     | 220   | + 2 tours           |
| 5   | Hypercar | 94  | Peugeot TotalEnergies        | Loïc Duval Gustavo Menezes Nico Müller                      | Peugeot 2,6 L V6 Bi-Turbo      | M     | 220   | + 2 tours           |
| 6   | Hypercar | 51  | Ferrari - AF Corse           | Alessandro Pier Guidi James Calado Antonio Giovinazzi       | Ferrari 499P                   | M     | 219   | + 3 tours           |
| 6   | Hypercar | 51  | Ferrari - AF Corse           | Alessandro Pier Guidi James Calado Antonio Giovinazzi       | Ferrari 3,0 L V6 Bi-Turbo      | M     | 219   | + 3 tours           |
| 7   | Hypercar | 93  | Peugeot TotalEnergies        | Jean-Éric Vergne Mikkel Jensen Paul di Resta                | Peugeot 9X8                    | M     | 219   | + 3 tours           |
| 7   | Hypercar | 93  | Peugeot TotalEnergies        | Jean-Éric Vergne Mikkel Jensen Paul di Resta                | Peugeot 2,6 L V6 Bi-Turbo      | M     | 219   | + 3 tours           |
| 8   | Hypercar | 708 | Glickenhaus Racing           | Romain Dumas Ryan Briscoe Olivier Pla                       | Glickenhaus 007 LMH            | M     | 217   | + 5 tours           |
| 8   | Hypercar | 708 | Glickenhaus Racing           | Romain Dumas Ryan Briscoe Olivier Pla                       | Glickenhaus 3,5 L V8 Turbo     | M     | 217   | + 5 tours           |
| 9   | Hypercar | 7   | Toyota Gazoo Racing          | Mike Conway Kamui Kobayashi José María López                | Toyota GR010 Hybrid            | M     | 215   | + 7 tours           |
| 9   | Hypercar | 7   | Toyota Gazoo Racing          | Mike Conway Kamui Kobayashi José María López                | Toyota H8909 3,5 L V6 Bi-Turbo | M     | 215   | + 7 tours           |
| 10  | LMP2     | 23  | United Autosports            | Josh Pierson Giedo Van der Garde Oliver Jarvis              | Oreca 07                       | G     | 215   | + 7 tours           |
| 10  | LMP2     | 23  | United Autosports            | Josh Pierson Giedo Van der Garde Oliver Jarvis              | Gibson GK428 4,2 L V8 Atmo     | G     | 215   | + 7 tours           |
| 11  | LMP2     | 22  | United Autosports            | Phil Hanson Frederick Lubin (en) Ben Hanley                 | Oreca 07                       | G     | 215   | + 7 tours           |
| 11  | LMP2     | 22  | United Autosports            | Phil Hanson Frederick Lubin (en) Ben Hanley                 | Gibson GK428 4,2 L V8 Atmo     | G     | 215   | + 7 tours           |
| 12  | LMP2     | 41  | Team WRT                     | Rui Andrade Louis Delétraz Robert Kubica                    | Oreca 07                       | G     | 215   | + 7 tours           |
| 12  | LMP2     | 41  | Team WRT                     | Rui Andrade Louis Delétraz Robert Kubica                    | Gibson GK428 4,2 L V8 Atmo     | G     | 215   | + 7 tours           |
| 13  | LMP2     | 63  | Prema Racing                 | Mirko Bortolotti Daniil Kvyat Doriane Pin                   | Oreca 07                       | G     | 215   | + 7 tours           |
| 13  | LMP2     | 63  | Prema Racing                 | Mirko Bortolotti Daniil Kvyat Doriane Pin                   | Gibson GK428 4,2 L V8 Atmo     | G     | 215   | + 7 tours           |
| 14  | LMP2     | 48  | Hertz Team Jota              | David Beckmann Ye Yifei António Félix da Costa              | Oreca 07                       | G     | 215   | + 7 tours           |
| 14  | LMP2     | 48  | Hertz Team Jota              | David Beckmann Ye Yifei António Félix da Costa              | Gibson GK428 4,2 L V8 Atmo     | G     | 215   | + 7 tours           |
| 15  | LMP2     | 9   | Prema Racing                 | Filip Ugran Juan Manuel Correa Bent Viscaal                 | Oreca 07                       | G     | 215   | + 7 tours           |
| 15  | LMP2     | 9   | Prema Racing                 | Filip Ugran Juan Manuel Correa Bent Viscaal                 | Gibson GK428 4,2 L V8 Atmo     | G     | 215   | + 7 tours           |
| 16  | LMP2     | 31  | Team WRT                     | Robin Frijns Sean Gelael Ferdinand Habsburg                 | Oreca 07                       | G     | 215   | + 7 tours           |
| 16  | LMP2     | 31  | Team WRT                     | Robin Frijns Sean Gelael Ferdinand Habsburg                 | Gibson GK428 4,2 L V8 Atmo     | G     | 215   | + 7 tours           |
| 17  | LMP2     | 28  | Jota                         | Pietro Fittipaldi David Heinemeier Hansson Oliver Rasmussen | Oreca 07                       | G     | 215   | + 7 tours           |
| 17  | LMP2     | 28  | Jota                         | Pietro Fittipaldi David Heinemeier Hansson Oliver Rasmussen | Gibson GK428 4,2 L V8 Atmo     | G     | 215   | + 7 tours           |
| 18  | LMP2     | 36  | Alpine ELF Team              | Julien Canal Charles Milesi Matthieu Vaxiviere              | Oreca 07                       | G     | 215   | + 7 tours           |
| 18  | LMP2     | 36  | Alpine ELF Team              | Julien Canal Charles Milesi Matthieu Vaxiviere              | Gibson GK428 4,2 L V8 Atmo     | G     | 215   | + 7 tours           |
| 19  | LMP2     | 34  | Inter Europol Competition    | Albert Costa Fabio Scherer Jakub Śmiechowski                | Oreca 07                       | G     | 214   | + 8 tours           |
| 19  | LMP2     | 34  | Inter Europol Competition    | Albert Costa Fabio Scherer Jakub Śmiechowski                | Gibson GK428 4,2 L V8 Atmo     | G     | 214   | + 8 tours           |
| 20  | LMP2     | 35  | Alpine ELF Team              | Olli Caldwell André Negrão Memo Rojas                       | Oreca 07                       | G     | 213   | + 9 tours           |
| 20  | LMP2     | 35  | Alpine ELF Team              | Olli Caldwell André Negrão Memo Rojas                       | Gibson GK428 4,2 L V8 Atmo     | G     | 213   | + 9 tours           |
| 21  | LMGTE Am | 33  | Corvette Racing              | Nicky Catsburg Ben Keating Nicolás Varrone (es)             | Chevrolet Corvette C8.R        | M     | 206   | + 16 tours          |
| 21  | LMGTE Am | 33  | Corvette Racing              | Nicky Catsburg Ben Keating Nicolás Varrone (es)             | Chevrolet 5,5 L V8 Atmo        | M     | 206   | + 16 tours          |
| 22  | LMGTE Am | 83  | Richard Mille AF Corse       | Luís Pérez Companc Alessio Rovera Lilou Wadoux              | Ferrari 488 GTE Evo            | M     | 206   | + 16 tours          |
| 22  | LMGTE Am | 83  | Richard Mille AF Corse       | Luís Pérez Companc Alessio Rovera Lilou Wadoux              | Ferrari F154CB 3,9 L V8 Turbo  | M     | 206   | + 16 tours          |
| 23  | LMGTE Am | 85  | Iron Dames                   | Sarah Bovy Rahel Frey Michelle Gatting                      | Porsche 911 RSR-19             | M     | 206   | + 16 tours          |
| 23  | LMGTE Am | 85  | Iron Dames                   | Sarah Bovy Rahel Frey Michelle Gatting                      | Porsche 4,0 L Flat-6 Atmo      | M     | 206   | + 16 tours          |
| 24  | LMGTE Am | 54  | AF Corse                     | Francesco Castellacci Thomas Flohr Davide Rigon             | Ferrari 488 GTE Evo            | M     | 206   | + 16 tours          |
| 24  | LMGTE Am | 54  | AF Corse                     | Francesco Castellacci Thomas Flohr Davide Rigon             | Ferrari F154CB 3,9 L V8 Turbo  | M     | 206   | + 16 tours          |
| 25  | LMGTE Am | 21  | AF Corse                     | Diego Alessi (en) Ulysse de Pauw (en) Simon Mann            | Ferrari 488 GTE Evo            | M     | 206   | + 16 tours          |
| 25  | LMGTE Am | 21  | AF Corse                     | Diego Alessi (en) Ulysse de Pauw (en) Simon Mann            | Ferrari F154CB 3,9 L V8 Turbo  | M     | 206   | + 16 tours          |
| 26  | LMGTE Am | 56  | Project 1 - AO               | Miguel Ramos Guilherme Oliveira (en) Matteo Cairoli         | Porsche 911 RSR-19             | M     | 205   | + 17 tours          |
| 26  | LMGTE Am | 56  | Project 1 - AO               | Miguel Ramos Guilherme Oliveira (en) Matteo Cairoli         | Porsche 4,0 L Flat-6 Atmo      | M     | 205   | + 17 tours          |
| 27  | LMGTE Am | 77  | Dempsey-Proton               | Julien Andlauer Mikkel O. Pedersen Christian Ried           | Porsche 911 RSR-19             | M     | 205   | + 17 tours          |
| 27  | LMGTE Am | 77  | Dempsey-Proton               | Julien Andlauer Mikkel O. Pedersen Christian Ried           | Porsche 4,0 L Flat-6 Atmo      | M     | 205   | + 17 tours          |
| 28  | LMGTE Am | 25  | Oman Racing Team by TF Sport | Ahmad Al Harthy Michael Dinan (en) Charlie Eastwood         | Aston Martin Vantage AMR       | M     | 205   | + 17 tours          |
| 28  | LMGTE Am | 25  | Oman Racing Team by TF Sport | Ahmad Al Harthy Michael Dinan (en) Charlie Eastwood         | Aston Martin 4,0 L V8 Bi-Turbo | M     | 205   | + 17 tours          |
| 29  | LMGTE Am | 88  | Proton Competition           | Ryan Hardwick Zacharie Robichon Harry Tincknell             | Porsche 911 RSR-19             | M     | 204   | + 18 tours          |
| 29  | LMGTE Am | 88  | Proton Competition           | Ryan Hardwick Zacharie Robichon Harry Tincknell             | Porsche 4,0 L Flat-6 Atmo      | M     | 204   | + 18 tours          |
| 30  | LMGTE Am | 57  | Kessel Racing                | Scott Huffaker (en) Takeshi Kimura Daniel Serra             | Ferrari 488 GTE Evo            | M     | 204   | + 18 tours          |
| 30  | LMGTE Am | 57  | Kessel Racing                | Scott Huffaker (en) Takeshi Kimura Daniel Serra             | Ferrari F154CB 3,9 L V8 Turbo  | M     | 204   | + 18 tours          |
| 31  | LMGTE Am | 86  | GR Racing                    | Michael Wainwright Benjamin Barker Riccardo Pera            | Porsche 911 RSR-19             | M     | 204   | + 18 tours          |
| 31  | LMGTE Am | 86  | GR Racing                    | Michael Wainwright Benjamin Barker Riccardo Pera            | Porsche 4,0 L Flat-6 Atmo      | M     | 204   | + 18 tours          |
| 32  | LMGTE Am | 60  | Iron Lynx                    | Matteo Cressoni Alessio Picariello Claudio Schiavoni        | Porsche 911 RSR-19             | M     | 203   | + 19 tours          |
| 32  | LMGTE Am | 60  | Iron Lynx                    | Matteo Cressoni Alessio Picariello Claudio Schiavoni        | Porsche 4,0 L Flat-6 Atmo      | M     | 203   | + 19 tours          |
| 33  | LMGTE Am | 98  | Northwest AMR                | Paul Dalla Lana Axcil Jefferies Nicki Thiim                 | Aston Martin Vantage AMR       | M     | 202   | + 20 tours          |
| 33  | LMGTE Am | 98  | Northwest AMR                | Paul Dalla Lana Axcil Jefferies Nicki Thiim                 | Aston Martin 4,0 L V8 Bi-Turbo | M     | 202   | + 20 tours          |
| 34  | LMP2     | 10  | Vector Sport                 | Gabriel Aubry Ryan Cullen Matthias Kaiser                   | Oreca 07                       | G     | 193   | + 29 tours          |
| 34  | LMP2     | 10  | Vector Sport                 | Gabriel Aubry Ryan Cullen Matthias Kaiser                   | Gibson GK428 4,2 L V8 Atmo     | G     | 193   | + 29 tours          |
| 35  | Hypercar | 5   | Porsche Penske Motorsport    | Dane Cameron Michael Christensen Frédéric Makowiecki        | Porsche 963                    | M     | 189   | + 33 tours          |
| 35  | Hypercar | 5   | Porsche Penske Motorsport    | Dane Cameron Michael Christensen Frédéric Makowiecki        | Porsche 9RD 4,6 L V8 Bi-Turbo  | M     | 189   | + 33 tours          |
| Nc  | Hypercar | 4   | Floyd Vanwall Racing Team    | Tom Dillmann Esteban Guerrieri Jacques Villeneuve           | Vanwall Vandervell 680         | M     | 174   | Problème de freins  |
| Nc  | Hypercar | 4   | Floyd Vanwall Racing Team    | Tom Dillmann Esteban Guerrieri Jacques Villeneuve           | Gibson GK458 4,5 L V8 Atmo     | M     | 174   | Problème de freins  |
| Nc  | LMGTE Am | 777 | D'Station Racing             | Tomonobu Fujii Satoshi Hoshino Casper Stevenson (en)        | Aston Martin Vantage AMR       | M     | 42    | problème mécanique  |
| Nc  | LMGTE Am | 777 | D'Station Racing             | Tomonobu Fujii Satoshi Hoshino Casper Stevenson (en)        | Aston Martin 4,0 L V8 Bi-Turbo | M     | 42    | problème mécanique  |

## Pole position et record du tour
- Pole position :  Brendon Hartley (#8 Toyota Gazoo Racing) en 1 min 30 s 171
- Meilleur tour en course :  Mike Conway (#7 Toyota Gazoo Racing) en 1 min 32 s 135

## Tours en tête
- no 7 Toyota GR010 Hybrid - Toyota Gazoo Racing :  32 tours (6-32)[3]
- no 8 Toyota GR010 Hybrid - Toyota Gazoo Racing :  190 tours (33-222)

## À noter
- Longueur du circuit : 4,653 km
- Distance parcourue par les vainqueurs : 1 032,966 km